# コロンバ・パスクアーレ
コロンバ・パスクアーレ（伊: colomba pasquale、復活祭の鳩の意味）、別名コロンバ・ディ・パスクア（イタリア語: colomba di Pasqua）省略してコロンバはイタリアでキリスト教の復活祭（イースター）を祝う季節に食される発酵生地で作られた甘いパン状のケーキである。平和と愛の象徴で聖霊の象りある鳩の形を模しており、ヴェネト州のヴェローナの特産伝統菓子である。
欧州連合の原産地名称保護制度のイタリア国内版ともいえる、伝統的農産食物製品を保護するプロドッティ・アグロアリメンターリ・トラディツィオナーリ・イタリアー二 (PATと略) という制度でヴェネト州の特産品として名称の保護が認められている。ただしこの制度で認証がされている名称は2022年3月時点ではコロンバ・パスクアーレ・ディ・ヴェローナ (伊: Colomba pasquale di Verona) である。またイタリアで単に「コロンバ」の名称で商業流通販売を行うためでも伊農業食品森林政策省によって定められた最低基準を満たすことが必要である。
発祥起源には様々な説があり、ヴェネト州のヴェローナ以外にもロンバルディア州のパヴィーアやミラノ、ピエモンテ州の名も挙がっているが、前述のPAT制度では、ヴェネト州以外の州はコロンバの名を冠する伝統菓子の認証に名乗りをあげていない。

## 主な材料
コロンバの名称を用いるための最低基準で定められている必須の材料は、小麦粉、砂糖、卵、乳脂肪、柑橘系ピール、天然酵母（サワードウ）、塩である。また牛乳、ハチミツ、ココアバター、モルト、自然由来の風味、特定の保存料などを加えることも許されている。飾りと風味としてはアーモンドや卵白と粉砂糖で作られた砂糖菓子 (イタリア語ではglassatura) などが表面にまぶされる。

## 作り方
作り方の最低基準はまず自然発酵したサワードウを準備する。サワードウが出来たら材料を混ぜ合わせ生地をこねる。生地を切り分け型に入れ、発酵させる。飾り用のアーモンドなどを表面に振りかけたのち焼き上げ、焼きあがったら冷ますという手順を踏む必要がある。もちろんこれは最低基準であって長時間をかけてサワードウ種の発酵を含めて3回の生地発酵の手順を踏む老舗もある。

## 食べ方
食後のデザートの部類に入るが、甘い食後酒とともに食す人も多い。
食べきれなかったコロンバの残り物は無駄にされることはなく、ズコット、カッサータ、ティラミス、スフォルマートなどさまざまなお菓子や料理レシピの代用材料として利用される。余ったチョコレート製のイースターエッグと共に、チョコレート・プラム・ケーキなどが焼かれる事もある。